# Tetrorchidium rotundatum
Tetrorchidium rotundatum es una especie de planta de la familia Euphorbiaceae, algunos de sus nombres comunes son: Pepe y amate blanco.

## Clasificación y descripción
Es un árbol que mide entre 8–35 m de alto, los tallos glabros, sin látex; plantas dioicas. Hojas alternas, simples, elípticas, miden de 10–25 cm de largo y 4–10 cm de ancho; pecíolos 2,5–6 cm de largo, con glándulas laterales apareadas en la mitad, las estípulas miden de 1–1,5 mm de largo, son persistentes. Inflorescencias axilares, unisexuales, las flores estaminadas (flores masculinas) en espigas 4–20 cm de largo, las pistiladas (flores femeninas) en racimos 2–6 cm de largo, brácteas inconspicuas, flores apétalas; estaminadas subsésiles, sépalos 3, imbricados, disco ausente, estambres 3, opuestos a los sépalos, filamentos libres, más cortos que las anteras; flores pistiladas con pedicelos 4–8 mm de largo, estilos suprimidos, estigmas libres, aplanados, subenteros, de aproximadamente 1,5 mm de ancho. Fruto en forma de cápsula; las semillas aproximadamente miden 7 mm de largo, carnosas.

## Distribución
Pluvioselvas. Se encuentra a una altitud de 0 – 1500 m. México (Veracruz, Oaxaca, Chiapas), Guatemala, El Salvador, Honduras, Nicaragua, Costa Rica, Panamá.

## Estado de conservación
Esta especie tiene una categoría de especie Amenazada (A) según la NOM-059-ECOL-2010.